# Tuwińska Republika Ludowa

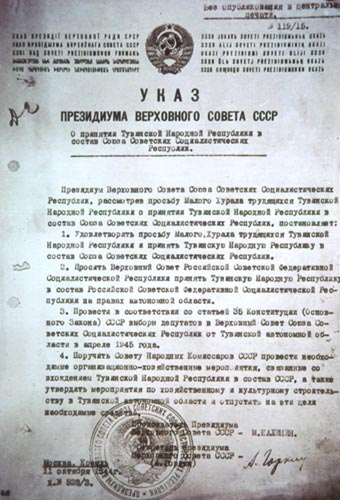
Ukaz Prezydium Rady Najwyższej ZSRR o przyłączeniu Tuwy w skład Związku Radzieckiego

Tuwa, Tuwińska Republika Ludowa (tuw. Tьвa Arat Respuвlik) – quasi-niepodległe państwo istniejące w latach 1921–1944, w 1944 r. włączone w skład ZSRR jako Tuwiński Obwód Autonomiczny. Obecnie jego kontynuacją jest autonomiczna rosyjska republika Tuwy.
Niepodległość Republiki uznały tylko dwa państwa: ZSRR w 1924 oraz Mongolia w 1926. Dla reszty świata formalnie pozostawała ona częścią Chin.

## Historia
Po upadku Imperium Rosyjskiego w 1917 w wyniku rewolucji bolszewickiej osłabły związki zależności kolonialnej nad dotychczasowym protektoratem Urianchaju. Na terytorium Tuwy prowadzone były walki pomiędzy stronami rosyjskiej wojny domowej. Latem 1918 rosyjscy działacze bolszewiccy Zabajkala uznali, że należy opanować Tuwę zbrojnie i oddać władzę w ręce Tuwińców. Do opanowania regionu dążyły również zarówno Chiny, jak i Mongolia. Wobec szybko zmieniającej się sytuacji militarnej rosyjscy bolszewicy z Iwanem Smirnowem na czele domagali się utworzenia zależnego od Moskwy państwa tuwańskiego na wzór Baszkirii. W styczniu 1920 Armia Czerwona zajęła Kyzył, opanowując resztę kraju do końca marca 1921. Pod auspicjami rosyjskimi utworzono Tuwińską Ludową Partię Rewolucyjną, która 14 sierpnia 1921 proklamowała niepodległość kraju. Jedną z pierwszych decyzji nowej władzy było uzależnienie polityki zagranicznej Tuwy od Rosji Radzieckiej.
Na początku lutego 1922 odbył się pierwszy zjazd partii tuwińskiej. W jego trakcie uformowano rząd, który rozpoczął obrady 3 marca tego roku. Podjęto też decyzję o wycofaniu wojsk radzieckich z terytorium Tuwy, co nastąpiło do końca 1921. Także na pierwszym zjeździe partii opracowano ustrój parlamentu krajowego, zwołując pierwsze obrady Wielkiego Churału na 12 października 1923. W następnym roku przyjął on konstytucję Tuwy (28 września 1924), w której określił partię rządzącą jedyną legalną siłą polityczną państwa oraz uzależnił sprawy zagraniczne kraju od decyzji Związku Radzieckiego.
Traktat pomiędzy ZSRR a Mongolią w 1926 r. potwierdził niepodległość republiki. W tym samym roku nazwę państwa zmieniono na Tuwińska Republika Ludowa. Warto jednak podkreślić, iż oprócz ZSRR i Mongolii żadne państwo nie potwierdziło istnienia Tuwy jako państwa niepodległego.
Pierwszym przywódcą kraju został lama Donduk Kuułar. Usiłował ograniczyć wpływy radzieckie w Tuwie i wzmocnić więzi z Mongolią. Ogłosił buddyzm religią państwową.
Sytuację zmieniła polityka Józefa Stalina. Wkrótce pięciu młodych absolwentów Komunistycznego Uniwersytetu Pracujących Wschodu zostało mianowanych „nadzwyczajnymi komisarzami” państwa i obaliło tuwiński rząd w styczniu 1929 roku (jednym z komisarzy był Sałczak Toka). W 1929 r. Kuułar został aresztowany i trzy lata później stracony. W 1932 roku Sałczak Toka został I sekretarzem KC Tuwińskiej Partii Ludowo-Rewolucyjnej (był wówczas faktycznym przywódcą tego państwa), który przystąpił do kolektywizacji rolnictwa i próby likwidacji buddyzmu oraz szamanizmu (w 1929 r. było 25 klasztorów buddyjskich, a w 1931 pozostał już tylko jeden klasztor buddyjski).
W 1941 r. Tuwa wypowiedziała wojnę III Rzeszy po jej ataku na ZSRR.
11 października 1944 r. kraj został wcielony do ZSRR jako Tuwiński Obwód Autonomiczny.

## Religia
Początkowo polityka względem religii w Tuwińskiej Republice Ludowej odbiegała od standardów reszty ZSRR. W pierwszej ustawie zasadniczej znajdowały się zapisy o prawie do wolności religijnej obywateli. W 1928 roku premier Tonduk Mongusz zorganizował Kongres Tuwińskich Buddystów, a kilka tygodni później przyjęto przepisy kryminalizujące propagandę ateistyczną.
W efekcie tych działań doprowadzono do przewrotu, po którym rządy przejęli komuniści. Od tej pory oficjalną polityką Republiki była walka z religią. Nie spotkało się to jednak ze społeczną aprobatą i wkrótce przyjęto bardziej umiarkowaną politykę. Od 1933 członkami rządzącej Tuwińskiej Partii Ludowo-Rewolucyjnej mogły być osoby deklarujące się jako wierzące.
Ponowne represje religijne nadeszły w 1936 roku, kiedy znacjonalizowano majątki wspólnot religijnych, a duchowni zostali pozbawieni wielu praw. W efekcie liczba klasztorów spadła, w stosunku do przełomu lat 20. i 30., z 28 do 5, a liczba lamów z 4,8 tys. do 67. 